# Философия психиатрии
Философия психиатрии — раздел философии науки, занимающийся изучением фундаментальных оснований психиатрической науки, этических ориентиров работы психиатров, социальной обусловленности психических расстройств, методологии психиатрии как науки.
Возникнув с сочинением Филиппа Пинеля «медико-философский трактат о мании», психиатрия сохраняла свою связь с философией, если во времена Пинеля это была рационалистическая философия просвещения, стремившаяся спасти больных от безумия как болезни, то появившаяся позже романтическая философия повлияла на романтизацию психических расстройств, которые отождествлялись с бессознательной и свободной активностью природы, многие романтические поэты вроде Гельдерлина сознательно провоцировали у себя психические болезни, гордились этим.
В эпоху господства позитивизма стал пристально изучаться мозг больных и началось отождествление психической болезни с его дисфункциями, против чего восстало движение феноменологической психиатрии, отдававшее приоритет индивидуальной интроспекции.
Ставшее массовым в XX веке использование психиатрии фашистскими и коммунистическими режимами в карательно-политических целях привело к росту антипсихиатрических настроений, что вылилось в оправдание безумия в рамках постмодернистской философии, где уже разум воспринимается как болезнь и тиран, тогда как трансгрессивный опыт безумца и шизофреника понимался как опыт свободы от диктата общества.
Можно сказать, что борьба психиатрического рационализма с иррационализмом является главным конфликтом философии психиатрии, из которого следуют онтологические, эпистемологические, этические и прочие последствия учений разных философов о психиатрии.